# Kathrin Oertel

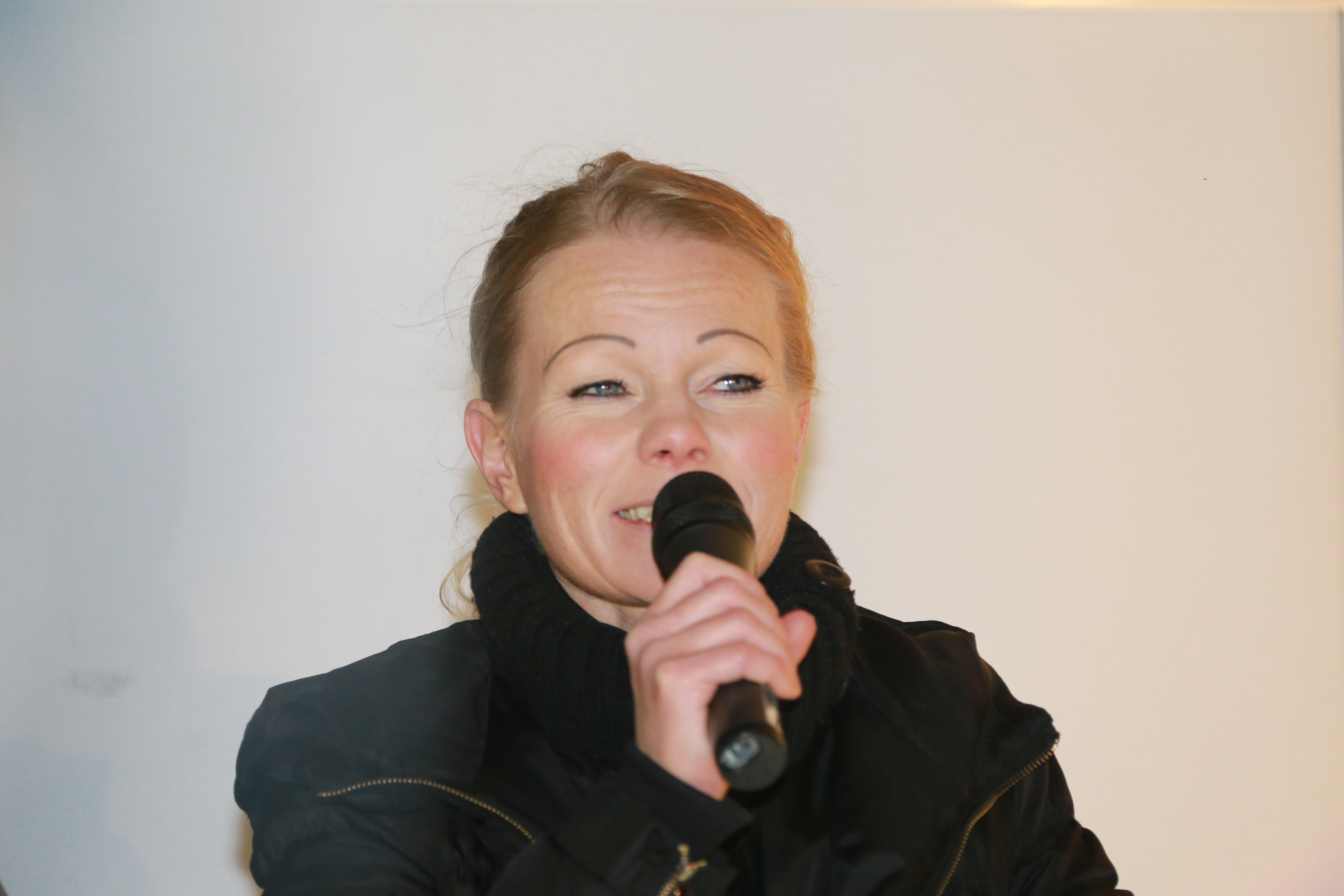
Kathrin Oertel (2015)

Kathrin Oertel (geborene Spevacek; * 23. Januar 1978 in Coswig-Sörnewitz, Bezirk Dresden) ist eine rechtsradikale deutsche Aktivistin. Sie war Anfang 2015 sechs Wochen lang Pressesprecherin und Schatzmeisterin des Vereins Patriotische Europäer gegen die Islamisierung des Abendlandes (Pegida).

## Leben
Kathrin Oertel besuchte die Leonhard-Frank-Mittelschule und ein Wirtschaftsgymnasium in Coswig. Sie studierte „eine Zeit lang“ Wirtschaftsingenieurwesen und machte 2014 eine Ausbildung zur Immobiliensachverständigen. Als Beruf gab sie freiberufliche Wirtschaftsberaterin und Immobiliensachverständige an, was sie später dahingehend relativierte, dass sie nach Abschluss der Ausbildung noch nicht in diesem Beruf gearbeitet habe. Sie ist Mutter von drei Kindern, geschieden und lebt im Haus ihrer Eltern in Coswig. Sie war mit Frank Oertel verheiratet, der beim Landeskriminalamt Sachsen in der Spezialabteilung extremistischer Islamismus tätig ist.

### Pegida
Kathrin Oertel ist mit Initiator Lutz Bachmann seit Kindertagen befreundet. Nachdem die Medien Anfang Januar 2015 über Bachmanns Vorstrafen berichtet hatten, zog er sich zurück und Oertel wurde zur Hauptrednerin der Pegida-Demonstrationen in Dresden. Bei einer Kundgebung bezeichnete sie den MDR als „DDR-Medium“. Am 18. Januar 2015 trat sie in der Talkshow Günther Jauch auf. Am 19. Januar 2015 gab Oertel gemeinsam mit Bachmann in den Räumen der Sächsischen Landeszentrale für politische Bildung aus Anlass des am Vortag erlassenen Versammlungsverbots in Dresden erstmals eine Pressekonferenz, nachdem die Pegida-Organisation bis dahin gegenüber den meisten Medien Gespräche verweigert hatte. Am 27. Januar 2015 trat Oertel nach internen Streitigkeiten im Führungskreis von Pegida von ihren Ämtern zurück.

### Nach Pegida
Zusammen mit den weiteren zurückgetretenen Pegida-Vorständen gründete Oertel den Verein Direkte Demokratie für Europa, der sich nach eigenen Aussagen politisch „rechts neben der CDU“ positioniert. Das Bündnis wollte bürgernah und konservativ sein. Hauptanliegen des Vereins seien direkte Demokratie und eine stärkere Bürgerbeteiligung. Die erste Demonstration hielt der Verein am 8. Februar 2015 auf dem Neumarkt in Dresden mit ca. 500 Teilnehmern ab, angemeldet waren bis zu 5000 Personen. Zur zweiten Demonstration am 19. Februar 2015 versammelten sich etwa 100 Menschen. Am 9. März 2015 gab Oertel zusammen mit Rene Jahn ihren Rückzug aus der DDfE bekannt.
Im April 2015 demonstrierte Oertel für die Engagierten Demokraten gegen die Amerikanisierung Europas (Endgame) in Chemnitz. Deren Proteste richten sich gegen das Freihandelsabkommen TTIP mit den USA, gegen gentechnisch veränderte Lebensmittel, für einen Austritt Deutschlands aus der NATO, für Frieden mit Russland, für Palästina und direkte Demokratie in Deutschland. Ihr Engagement kam nicht gut an.
Ebenfalls im April 2015 gründete Oertel die Initiative 193 Friedenstauben. Zudem erklärte sie auf ihrer Facebook-Seite, dass sie sich „ein Stück weit mitverantwortlich für die ganze Hetzkampagne, die hier losgetreten worden ist“, fühle, entschuldigte sich „bei allen Muslimen […], die hier in unserem Land friedlich leben, integriert, und die unsere Gesetze und unsere Kultur achten“, und ergänzte: „Ich möchte die Gelegenheit nutzen und mich bei allen Migranten und vor allem bei den Muslimen unter ihnen entschuldigen.“
Die Zeit bezeichnete Oertel 2017 als „Verschwörungstheoretikerin“, u. a. schreibe sie in ihren Facebook-Einträgen von einer bis heute fortdauernden Besetztheit Deutschlands und von „gezielter Vernichtung“ deutscher Zivilbevölkerung im Zweiten Weltkrieg und rufe zum „Kampf“ auf. Im Juni 2018 nahm Oertel an einem Rechtsrockkonzert der NPD im thüringischen Themar teil.
Bei einem rechtsextremen Aufmarsch zum 75. Jahrestag der Bombardierung Dresdens im Februar 2020 marschierte Oertel mit einem Plakat, das die Aufschrift „Alliierte Befreiung = Holocaust am Deutschen Volk“ trug. Die Polizei bestätigte den Anfangsverdacht einer Straftat und übergab den Fall der Staatsanwaltschaft.